# ATLAS (détecteur)
Pour les articles homonymes, voir Atlas.

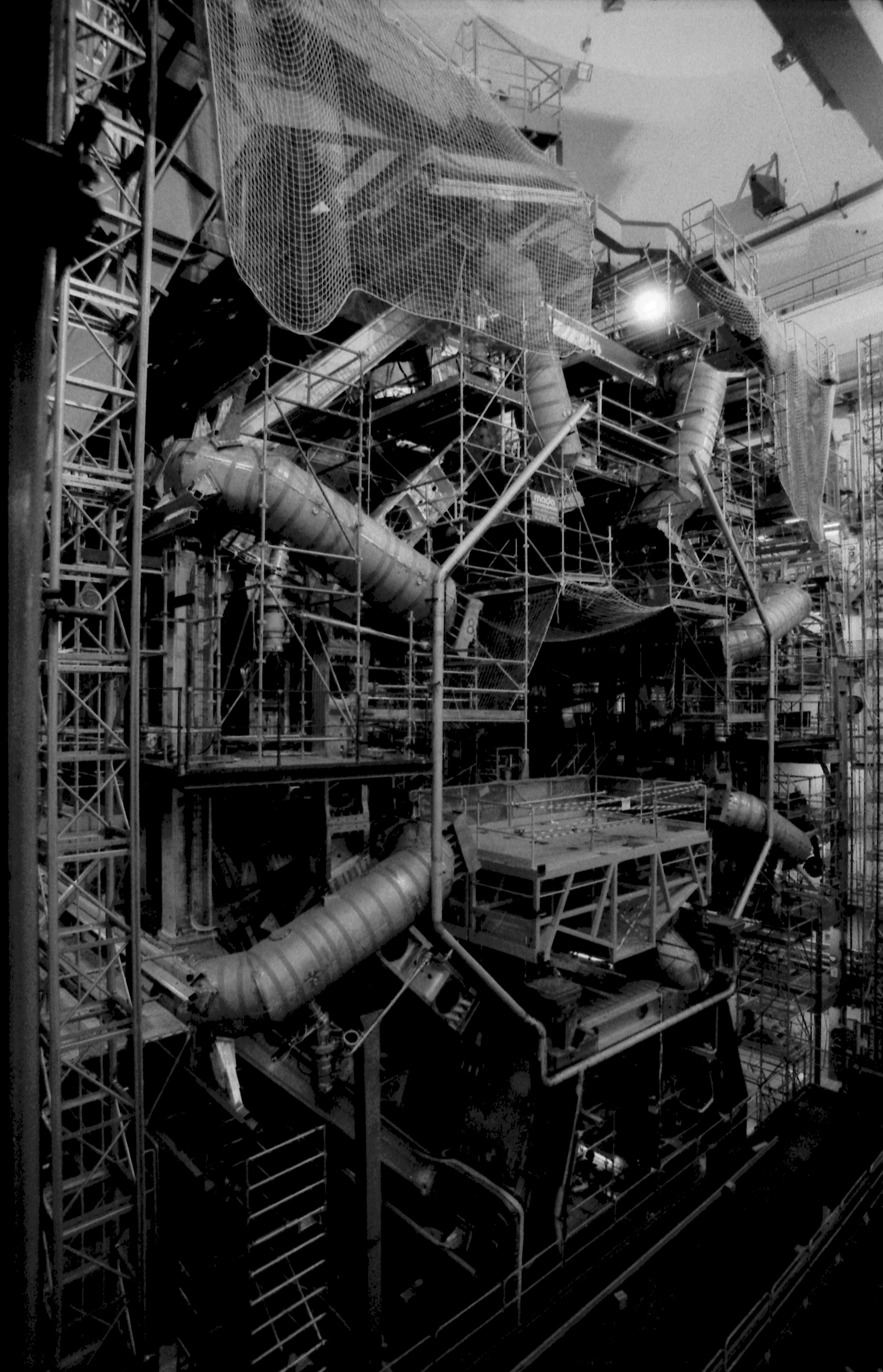
Le détecteur ATLAS vers la fin février 2006.

ATLAS (acronyme de A Toroidal LHC ApparatuS, « dispositif instrumental toroïdal pour le LHC ») est l'une des cinq expériences du collisionneur LHC au CERN. Il s'agit d'un détecteur de particules semblable à CMS, mais de plus grande taille et de conception différente. Il a pour tâche de détecter le boson de Higgs et des particules supersymétriques (SUSY). Ces dernières sont prédites par des théories, mais seul le boson de Higgs a pu être détecté expérimentalement (en 2012).

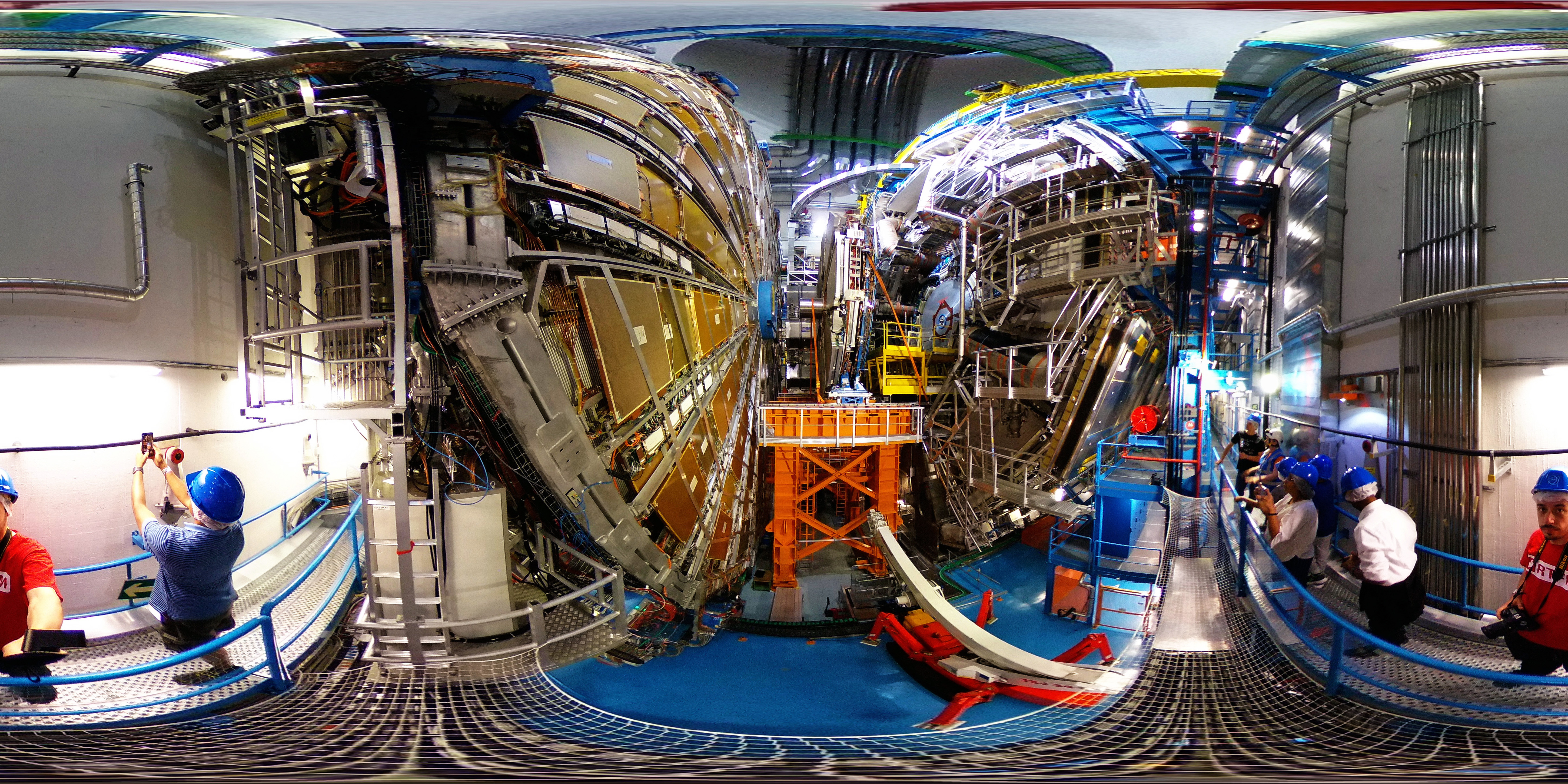
Vue panoramique d'ATLAS.

Issu d'un projet international lancé en 1992, ce super détecteur a fait l'objet d'essais intensifs et de simulations en novembre 2007, et son fonctionnement dépend de la mise en route des faisceaux du LHC. Les premiers faisceaux ont été injectés dans le LHC fin 2009.

## Description

### Structure cylindrique en pelure d'oignon
ATLAS a la forme d'un cylindre de 22 mètres de diamètre pour environ 40 mètres de longueur, et un poids de 7 000 tonnes. Il est axé sur la ligne des faisceaux qui le traversent de part en part. La structure solénoïdale doit recouvrir la région dans laquelle les particules sont émises. Le cylindre présente des couches superposées à partir du point de collision. Sur la photographie ci-contre, on distingue six des huit électro-aimants supra-conducteurs disposés en « tranches » autour de l'axe central : ils sont refroidis à 1,9 kelvins par de l'hélium liquide superfluide et destinés à créer un champ magnétique toroïdal de plus de 8 teslas. L'énergie stockée dans ce champ suffirait à faire fondre 50 tonnes de cuivre. Chaque élément de ce détecteur est muni de capteurs très sensibles, pour pouvoir en ajuster l'emplacement à moins de cinq micromètres près.
Le détecteur est à 80 mètres sous terre, au point 1 du LHC. La salle d'ATLAS a une hauteur de 40 mètres, une longueur de 55 mètres et une largeur de 35 mètres, et 11 000 tonnes de béton ont servi à consolider la voûte. Les communications avec la surface se font au moyen de deux puits verticaux de 80 mètres de profondeur.
ATLAS est un puzzle technologique géant, constitué essentiellement de quatre couches concentriques :
- Détecteur interne : c'est un détecteur de traces (trajectographe) en silicium, destiné à suivre le passage des particules dès leur formation ; il est cylindrique et structuré en pelure d'oignon, associé à un électroaimant solénoïdal interne supraconducteur de 2 mètres de diamètre qui crée un champ de 2 teslas (20 000 gauss) et nécessite un courant de 7 600 ampères. La bobine de l'électroaimant et le calorimètre sont refroidis par le même cryostat. Il est composé, au centre, d'un détecteur à pixels qui s'étage sur trois couches positionnées à 5,9 et 12 cm de l'axe. Puis le SCT (semiconductor tracker) composé de quatre tonneaux concentriques de deux couches chacun, à 30 et 52 cm des faisceaux, représentant 4 088 modules de silicium sur 60 m2. Enfin le TRT (transition radiation tacker) qui est un ensemble de 50 000 pailles de 4 mm de diamètre, entre 56 et 107 cm de l'axe.
- Calorimètre électromagnétique : un détecteur de particules électromagnétiques à échantillonnage. Structure en « mille-feuille » et « en accordéon » de plomb (70 tonnes) et d'argon liquide (45 m3). Il forme un tonneau cylindrique de 6,8 m de longueur, avec un rayon interne de 1,15 m et un rayon externe de 2,25 m.
- Calorimètre hadronique : c'est un détecteur de hadrons, particules qui ne sont pas arrêtés par les premiers détecteurs ; de structure cylindrique aussi et pesant 700 tonnes. Son rayon interne est de 2,3 mètres, son rayon externe de 4,2 mètres. La partie centrale est formée de 64 modules trapézoïdaux composés de 600 000 plaques de fer de 6 mm d'épaisseur et de 3 mètres de longueur (élément absorbant) et de 400 000 tuiles de scintillateurs en polystyrène transparent de 3 mm d'épaisseur (élément actif). Ces éléments sont perpendiculaires aux faisceaux. La lumière engendrée est proportionnelle à l'énergie déposée par les hadrons dans le scintillateur.
- Un détecteur de muons (à peu près les seules particules à l'atteindre, avec les neutrinos, les autres étant stoppées par les détecteurs intérieurs) : construit autour d'un électroaimant supraconducteur externe composé de huit modules de tores rectangulaires disposés en étoile. Ils font 25 mètres de long pour les parties les plus externes. Les huit toroïdes engendrent un champ cylindrique qui parcourt l'espace magnétisé en boucle autour de la partie centrale. Les bobines supraconductrices sont maintenues à −268 ℃. Le courant qui les parcourt est de 20 000 ampères. Ce détecteur externe est composé de chambres à muons qui utilisent la technique des pailles comme le TRT et couvrent 10 000 m2. En octobre 2007 les huit roues à muons sont en place. Elles font 25 mètres de diamètre et pèsent entre 40 et 50 tonnes. Elles supportent chacune 80 chambres de précision ou 200 chambres de déclenchement. Il reste à installer deux roues plus petites et les chambres des extrémités.
- Les neutrinos ne sont pas détectés mais on peut calculer leur fuite en mesurant l'énergie manquante dans les événements reconstruits en comparant la somme des impulsions des différentes particules à l'énergie totale fournie par la collision (principe de la conservation de l'énergie).

### Traversée des particules
| Particules          | Trajectographe | Calorimètre électromagnétique | Calorimètre hadronique    | Détecteurs de muons |
| ------------------- | -------------- | ----------------------------- | ------------------------- | ------------------- |
| Photons             |                | +++ gerbe électromagnétique   |                           |                     |
| Électrons/positrons | Ionisation     | +++ gerbe électromagnétique   |                           |                     |
| Hadrons chargés     | Ionisation     | + léger dépôt énergétique     | +++ gerbe hadronique      |                     |
| Hadrons neutres     |                | + léger dépôt énergétique     | +++ gerbe hadronique      |                     |
| Muons               | Ionisation     | + léger dépôt énergétique     | + léger dépôt énergétique | +++ Impulsion       |
| Neutrinos           |                |                               |                           |                     |

## Photographies

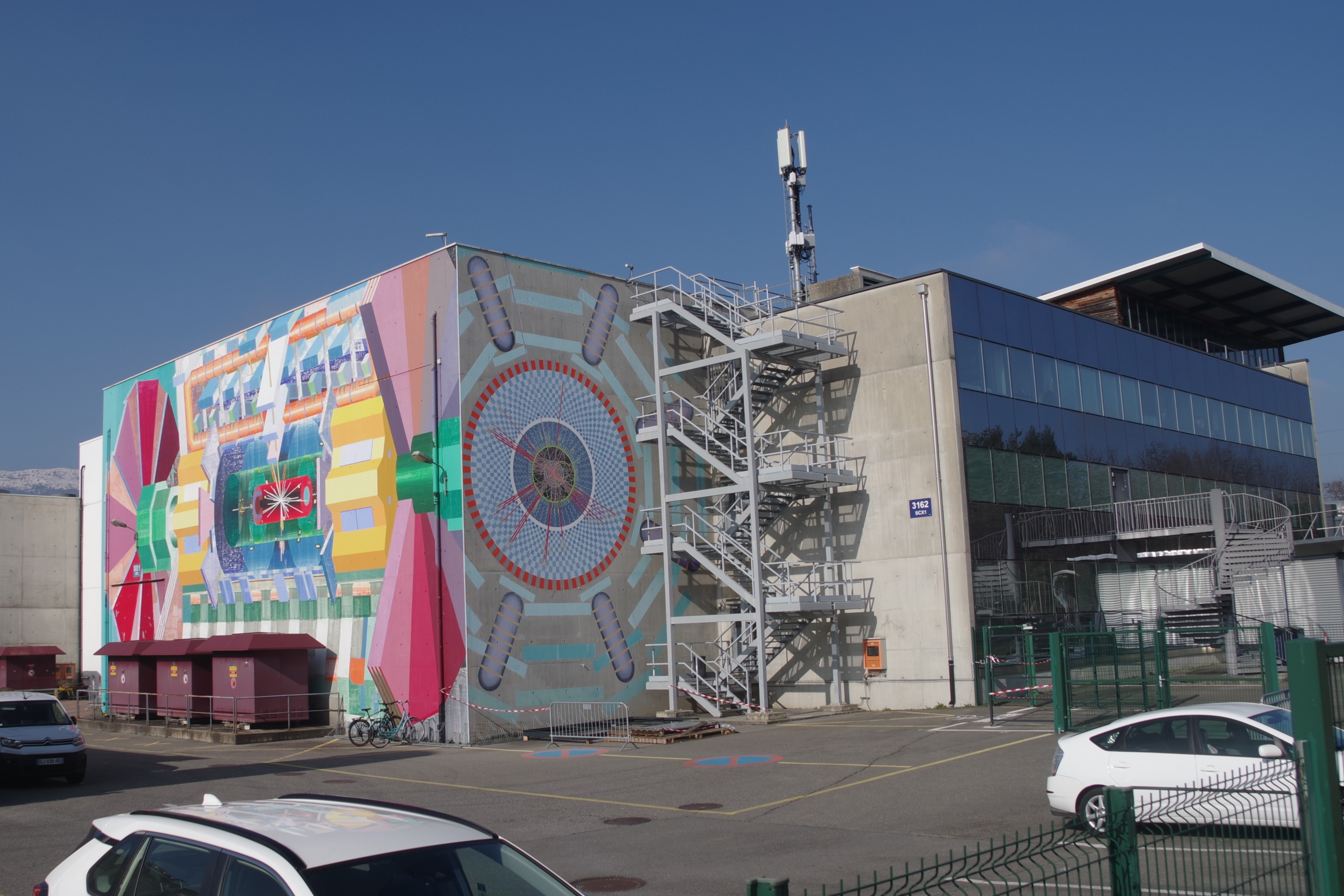
Bâtiment en surface
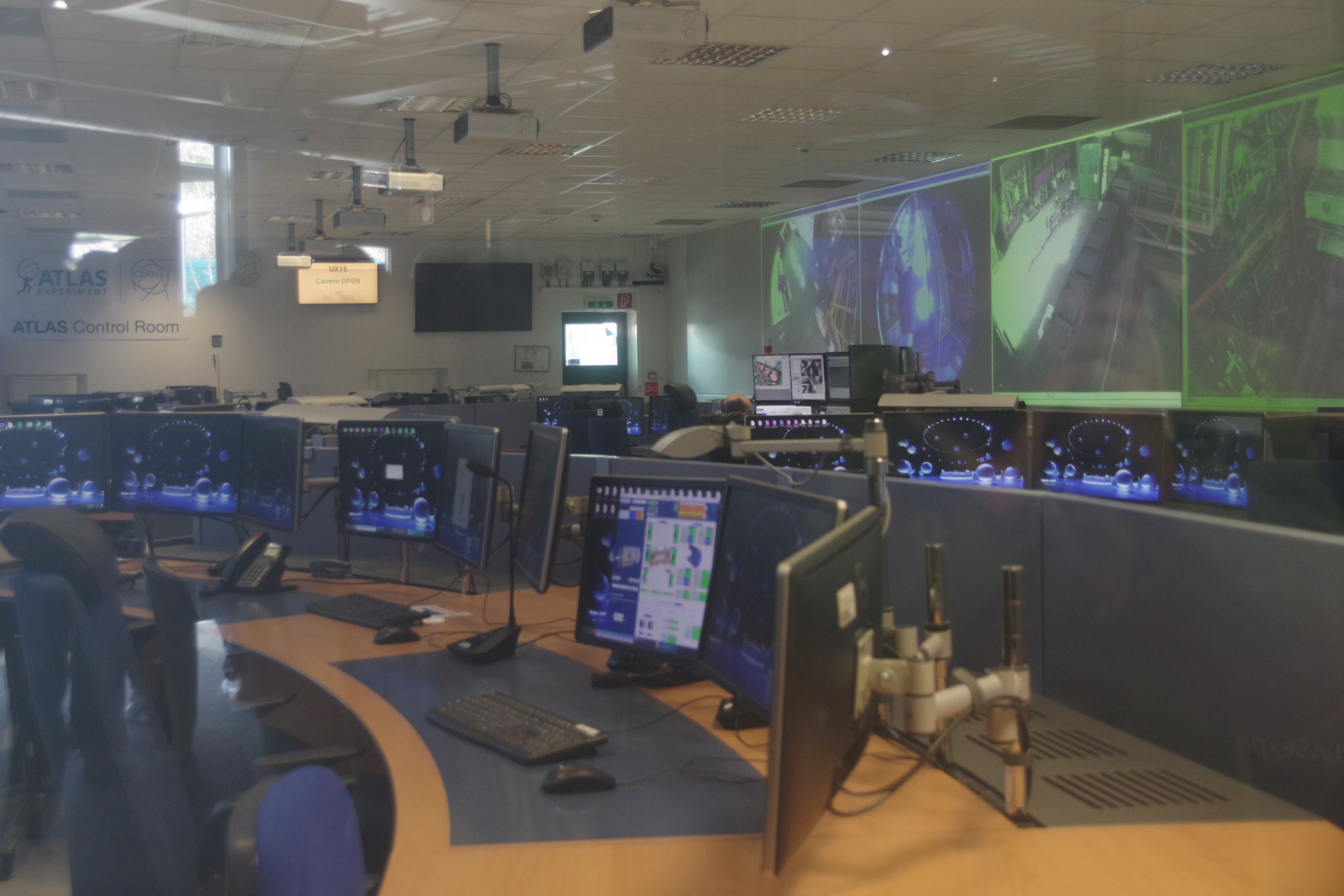
Salle de contrôle
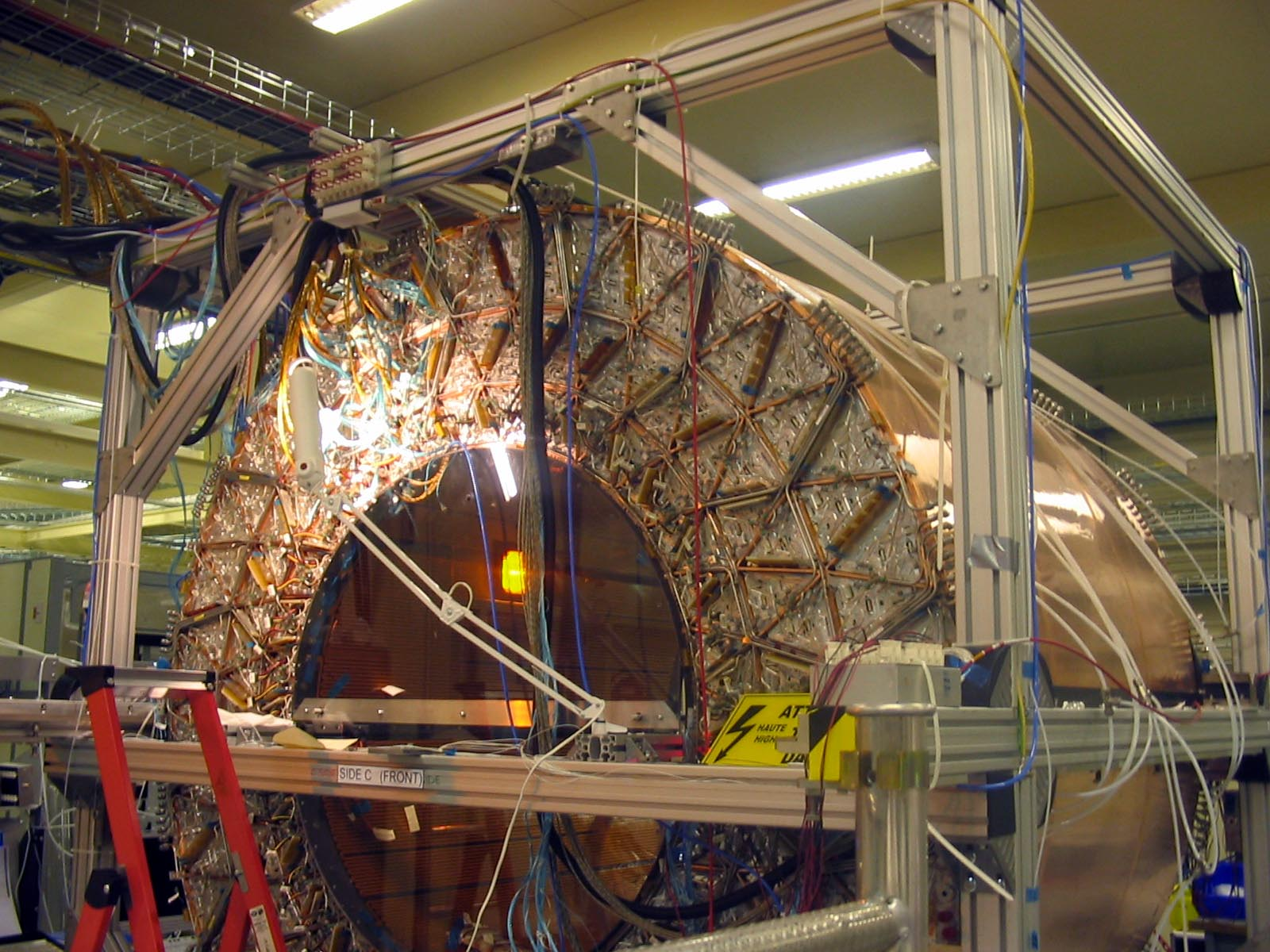
ATLAS en surface, septembre 2005
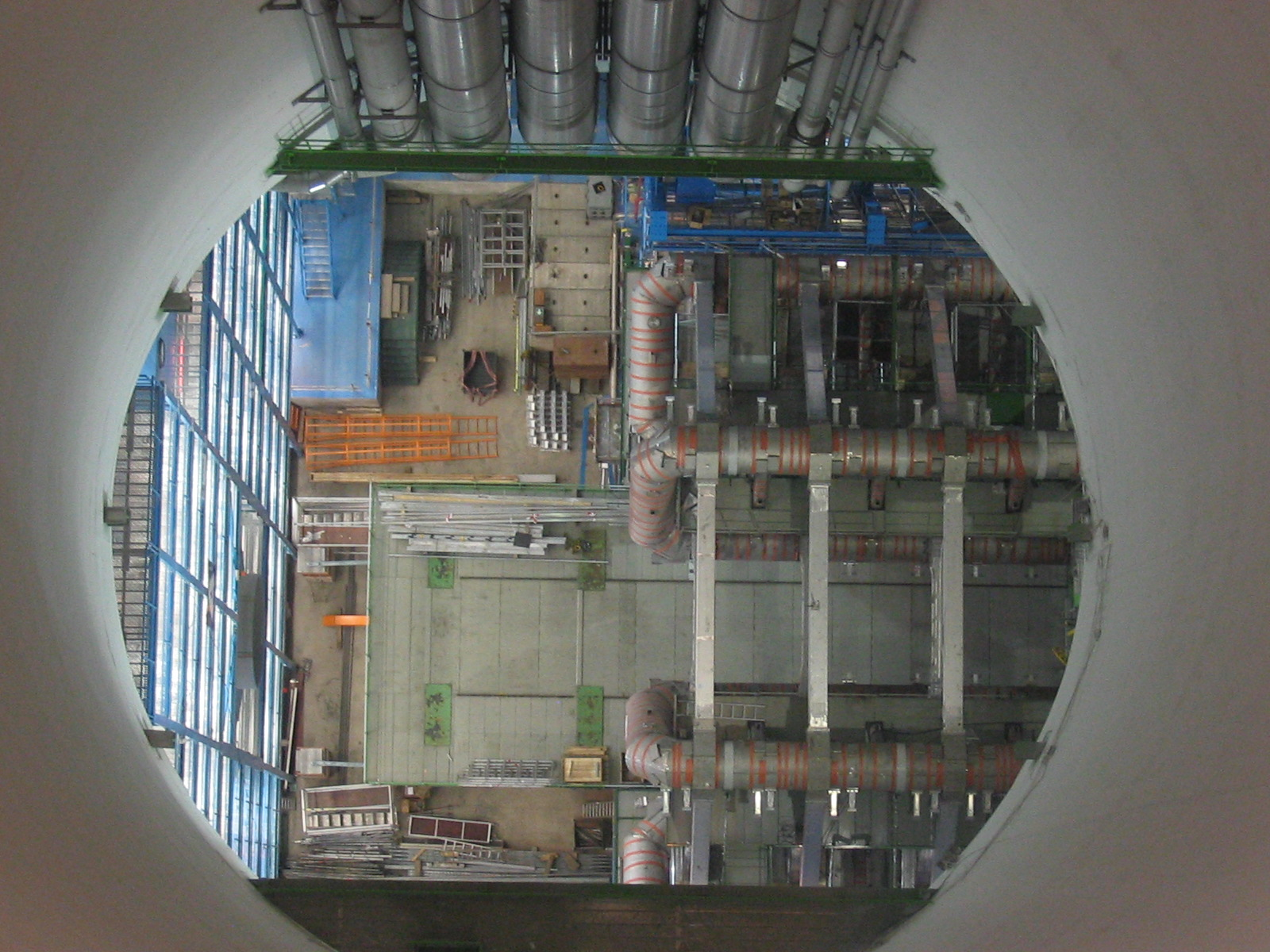
Vue de dessus, septembre 2005
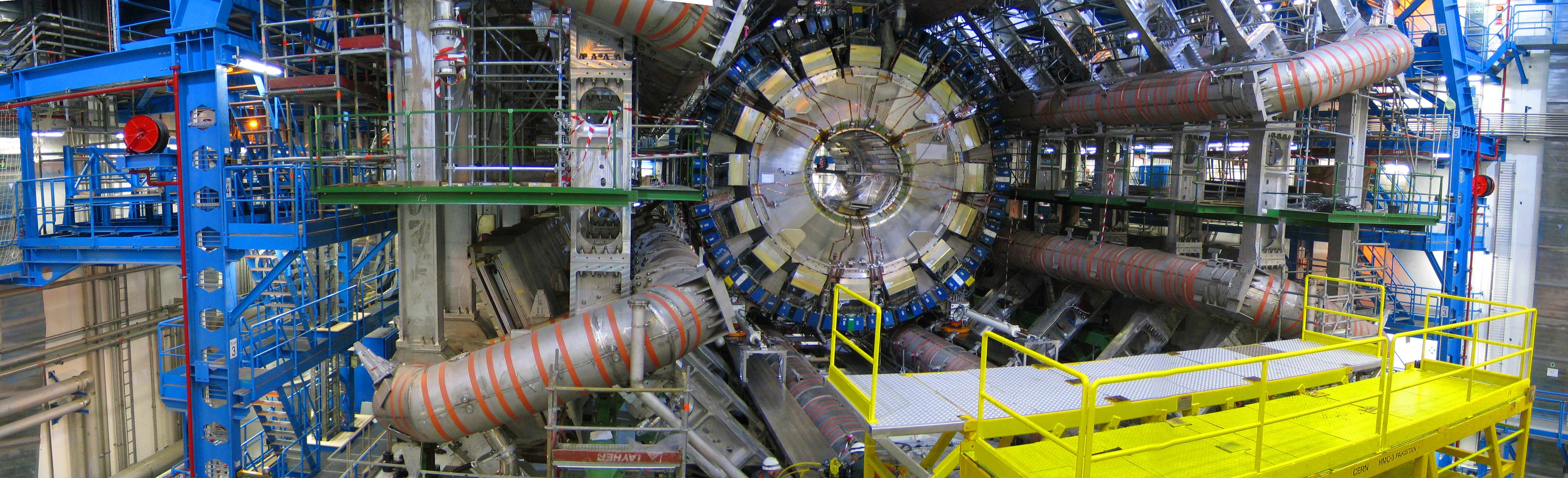
Novembre 2005
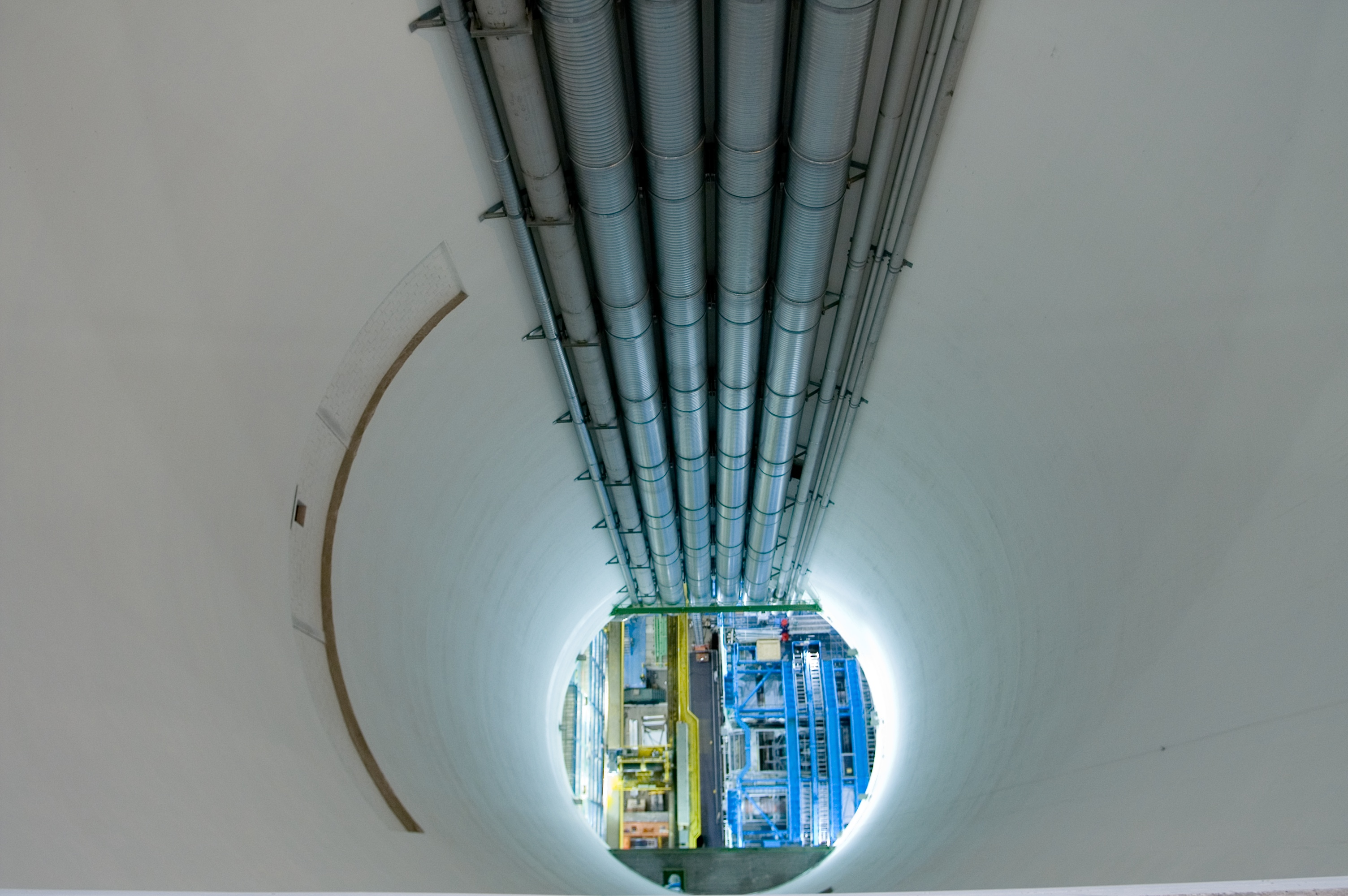
Vue de dessus, février 2006
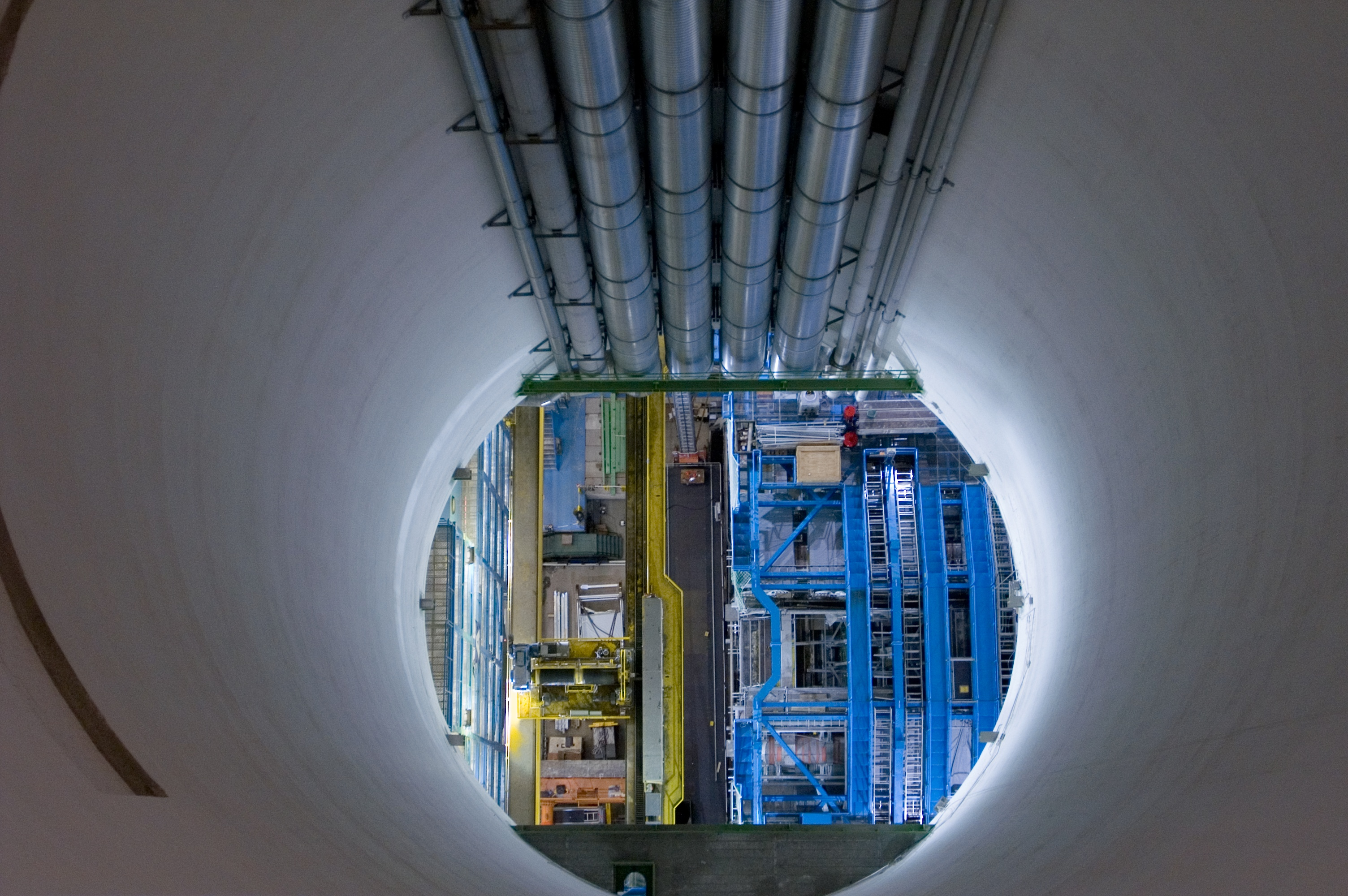
Vue de dessus, février 2006
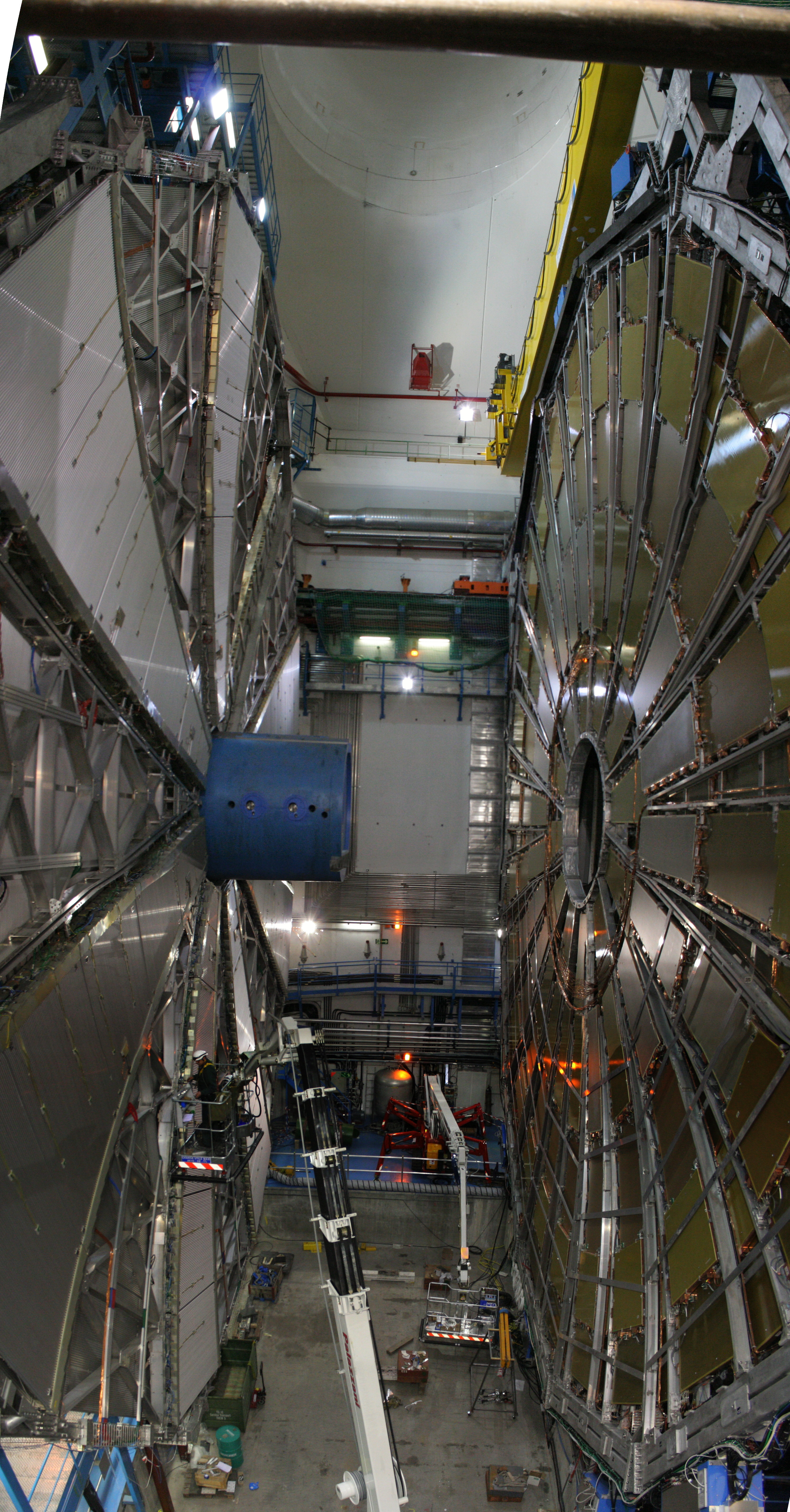
Février 2007
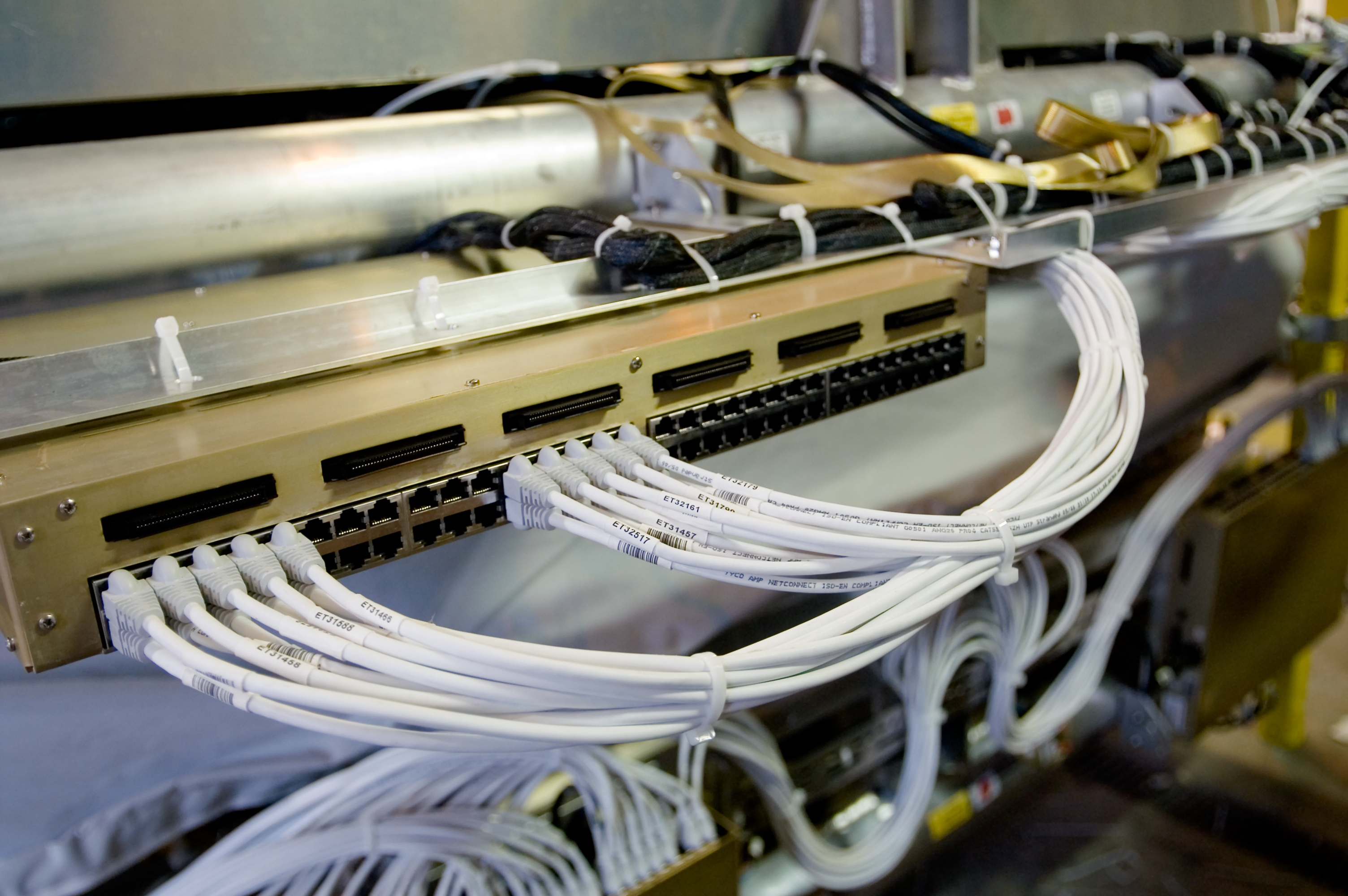
Câbles
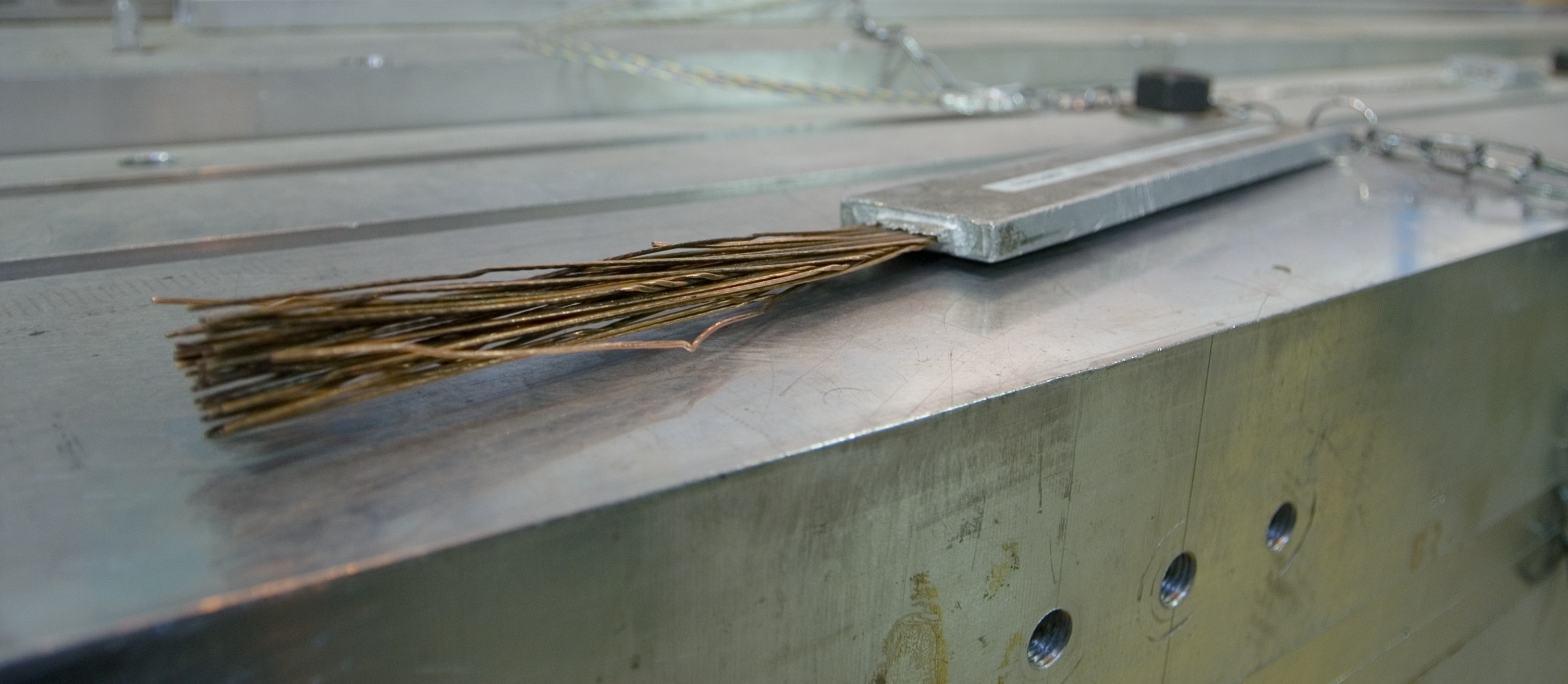
Supra-conducteurs
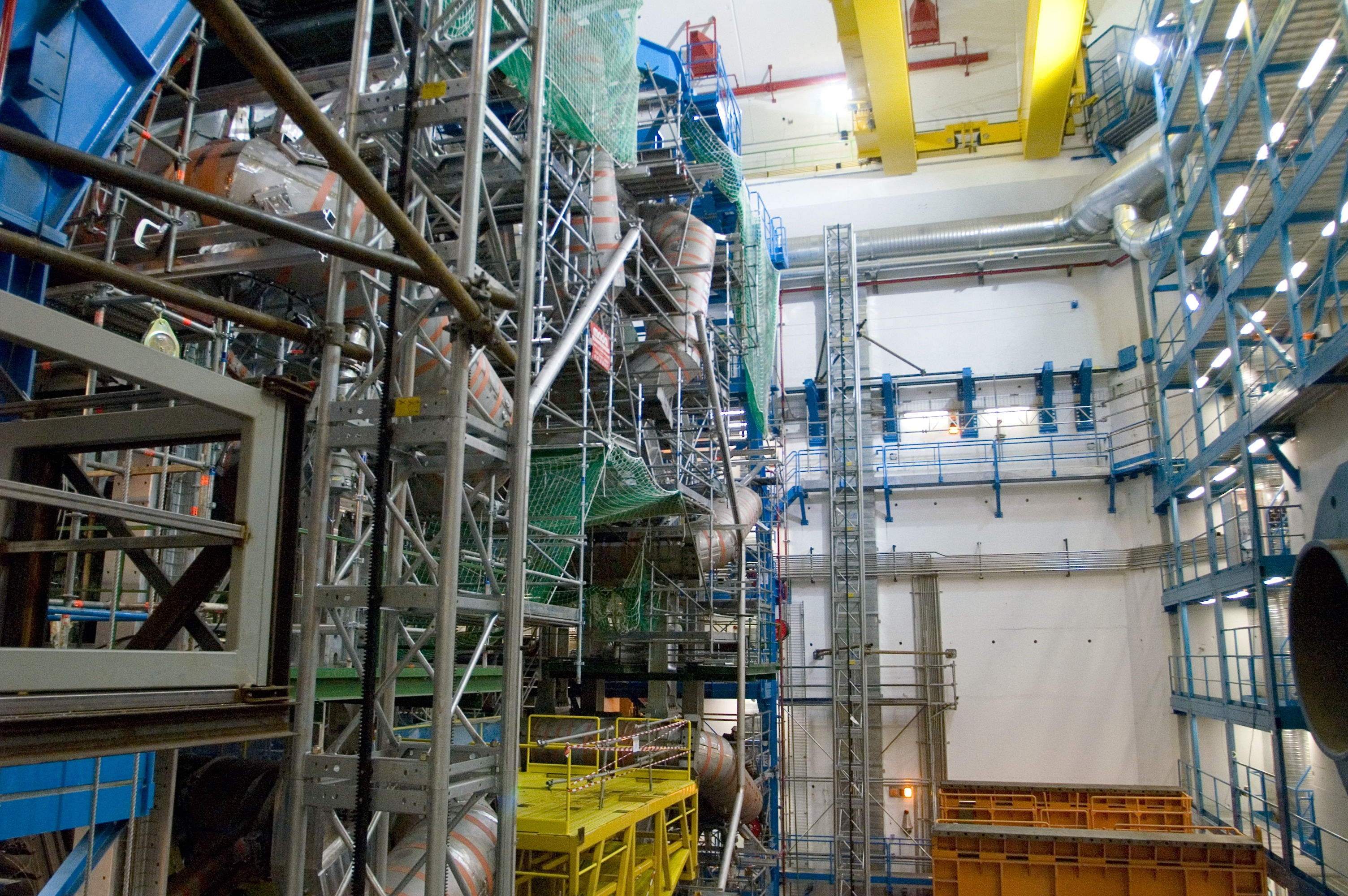
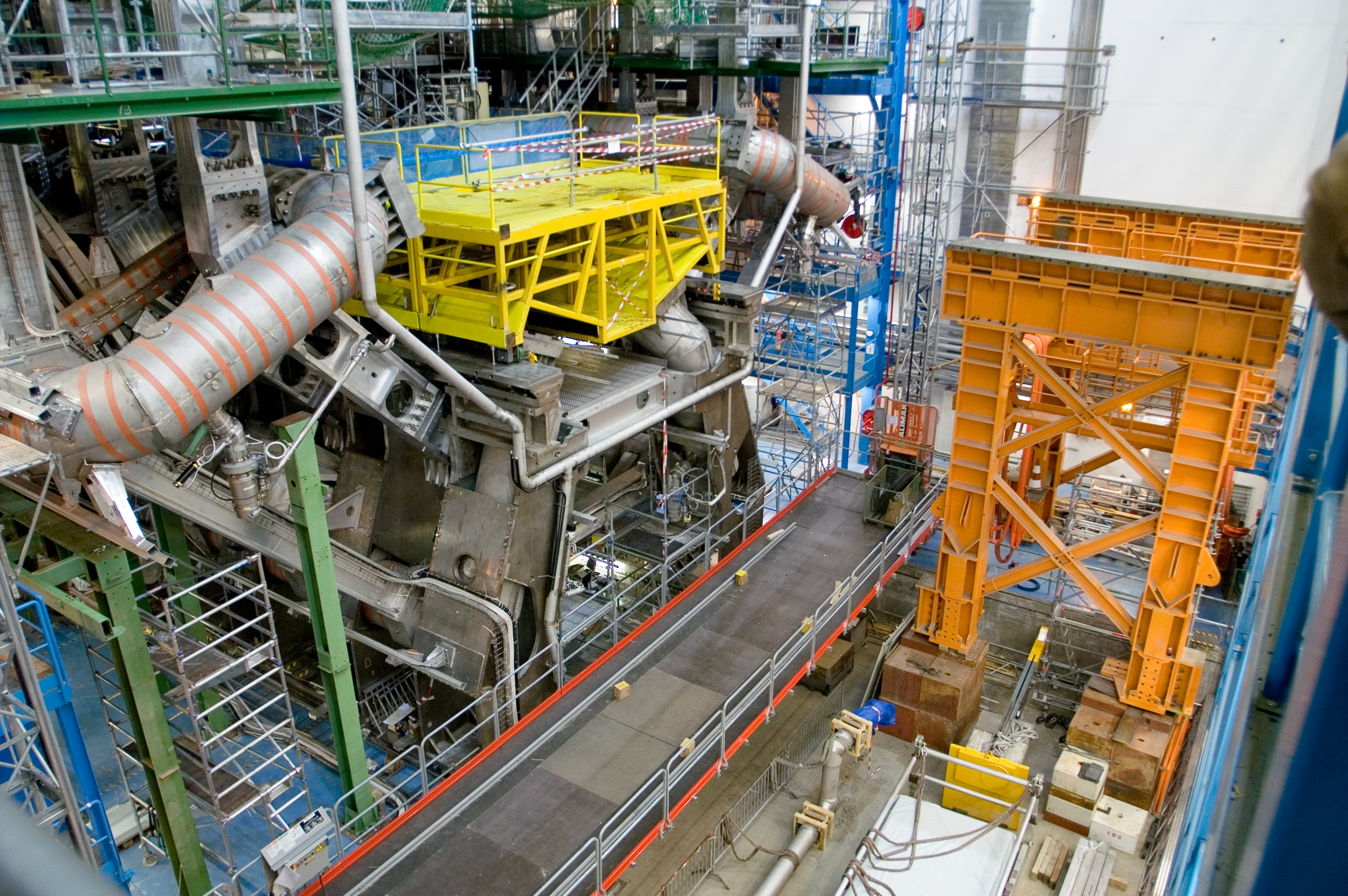
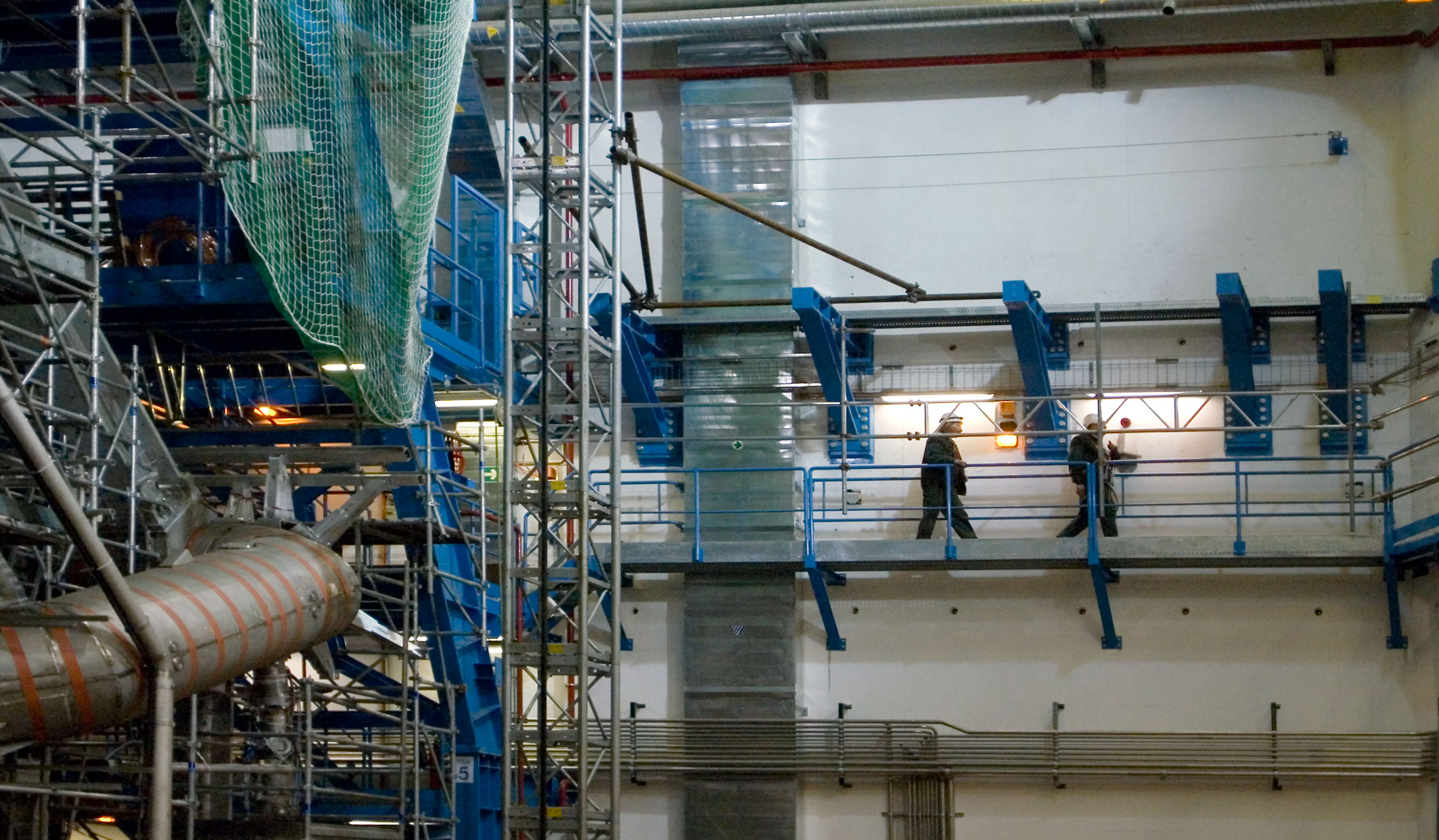
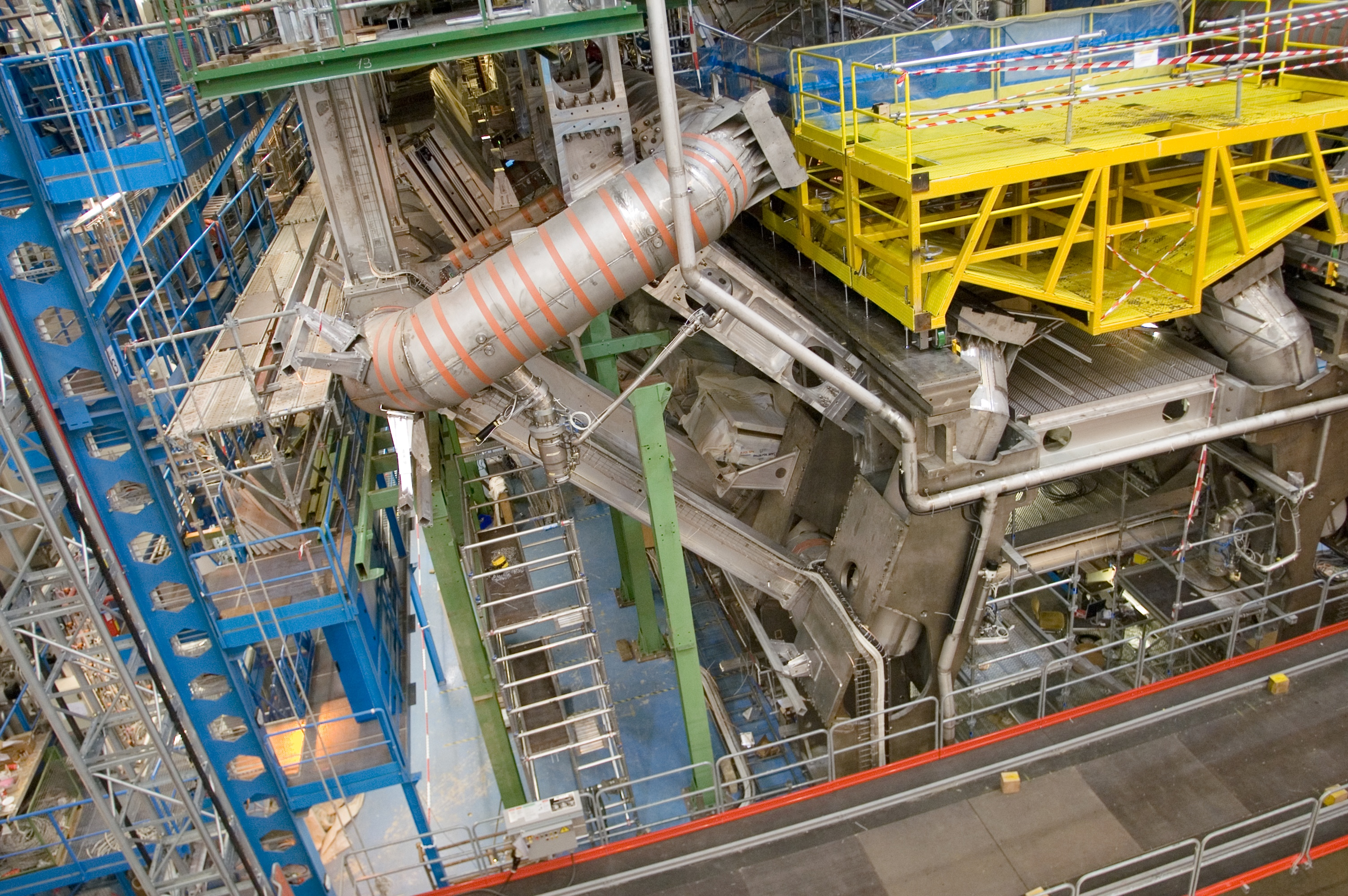
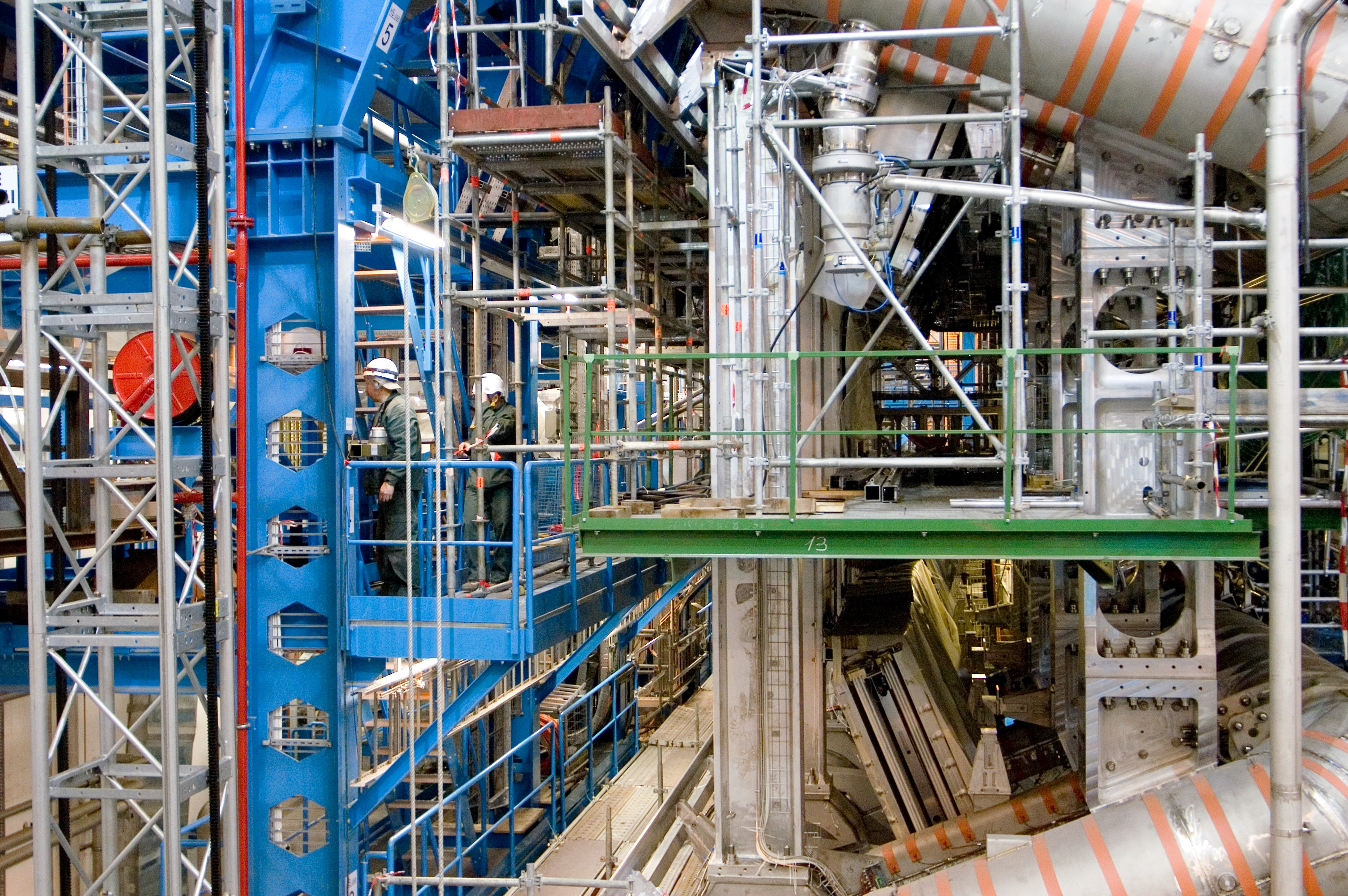
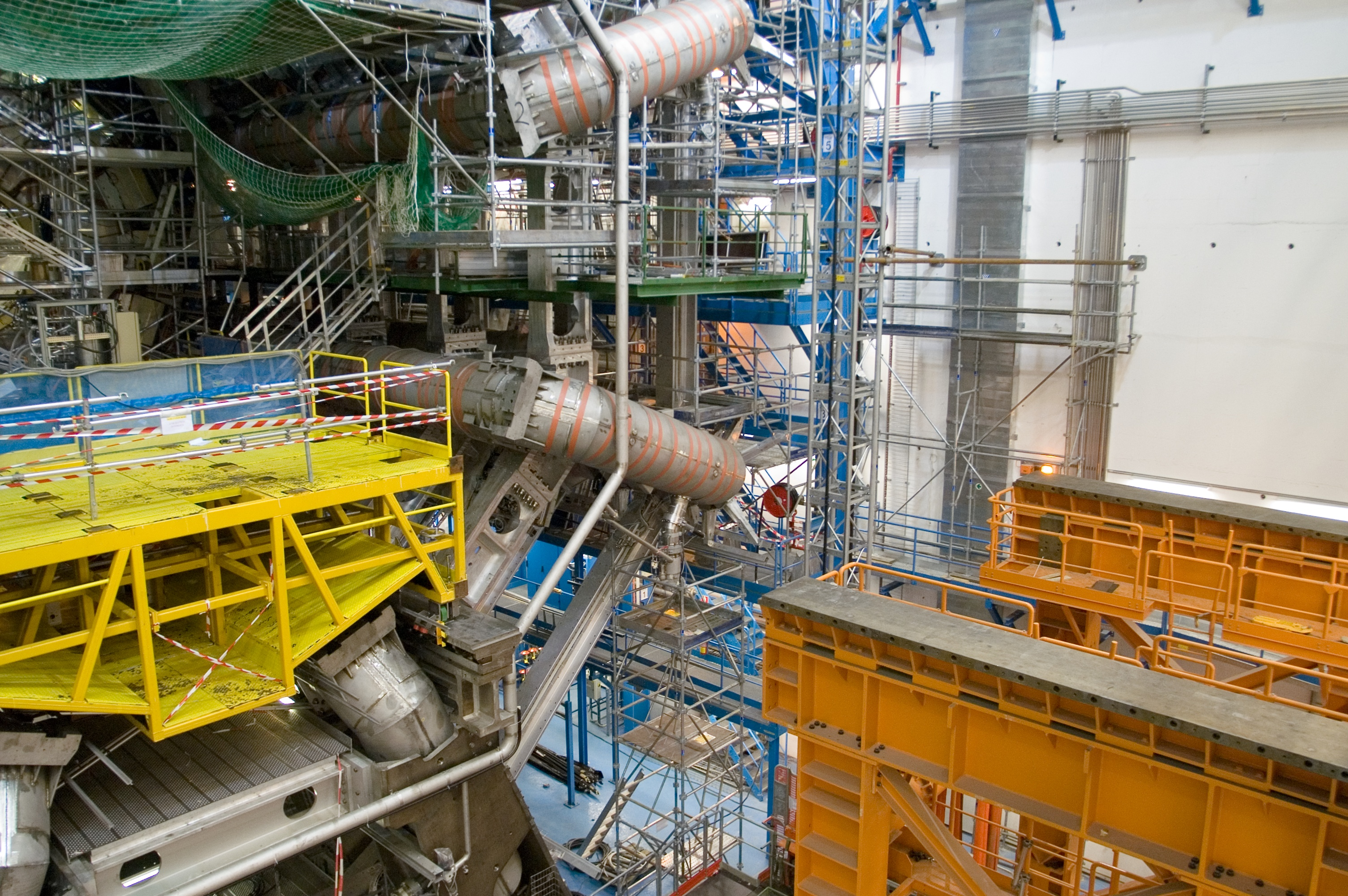
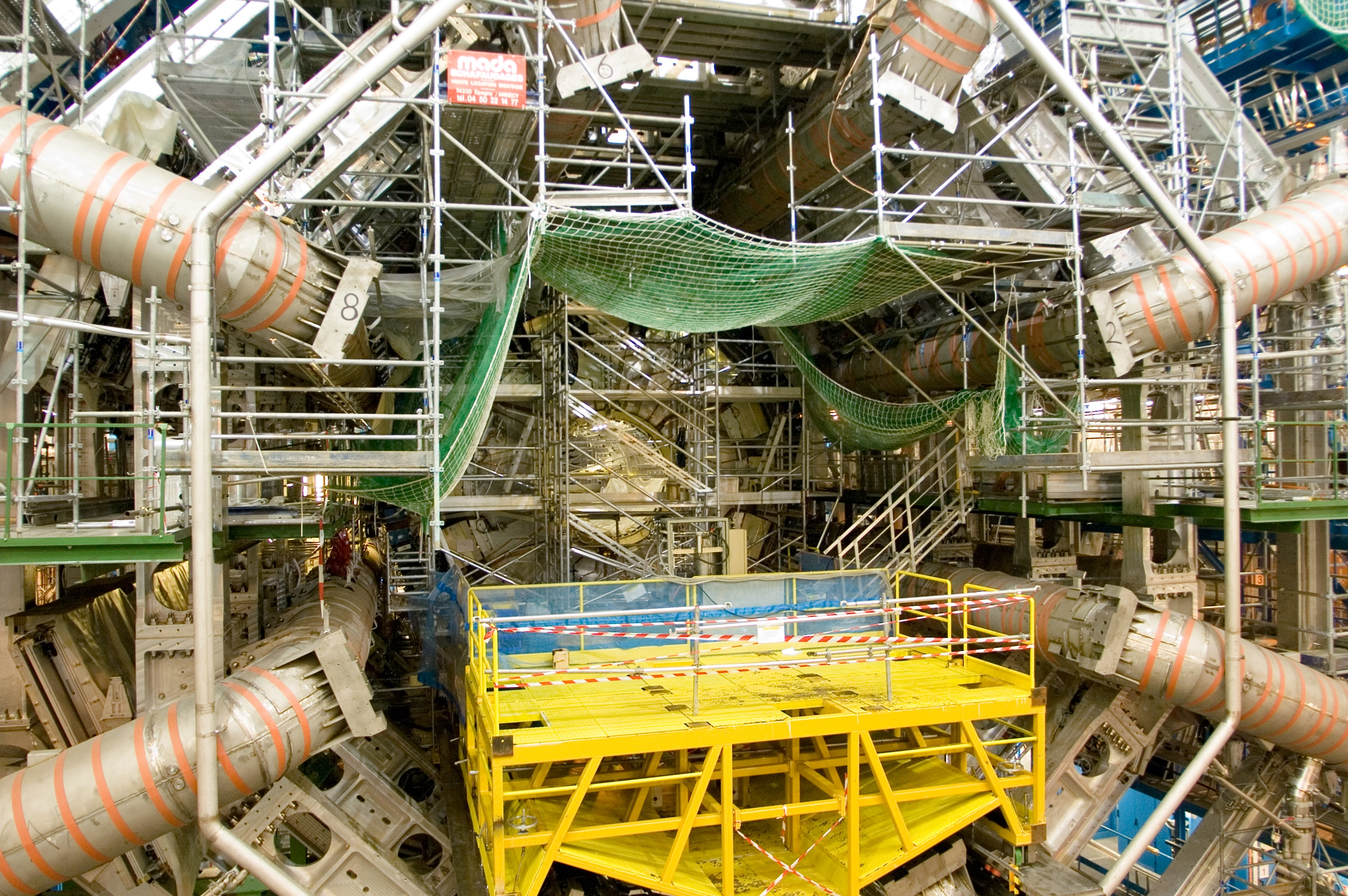
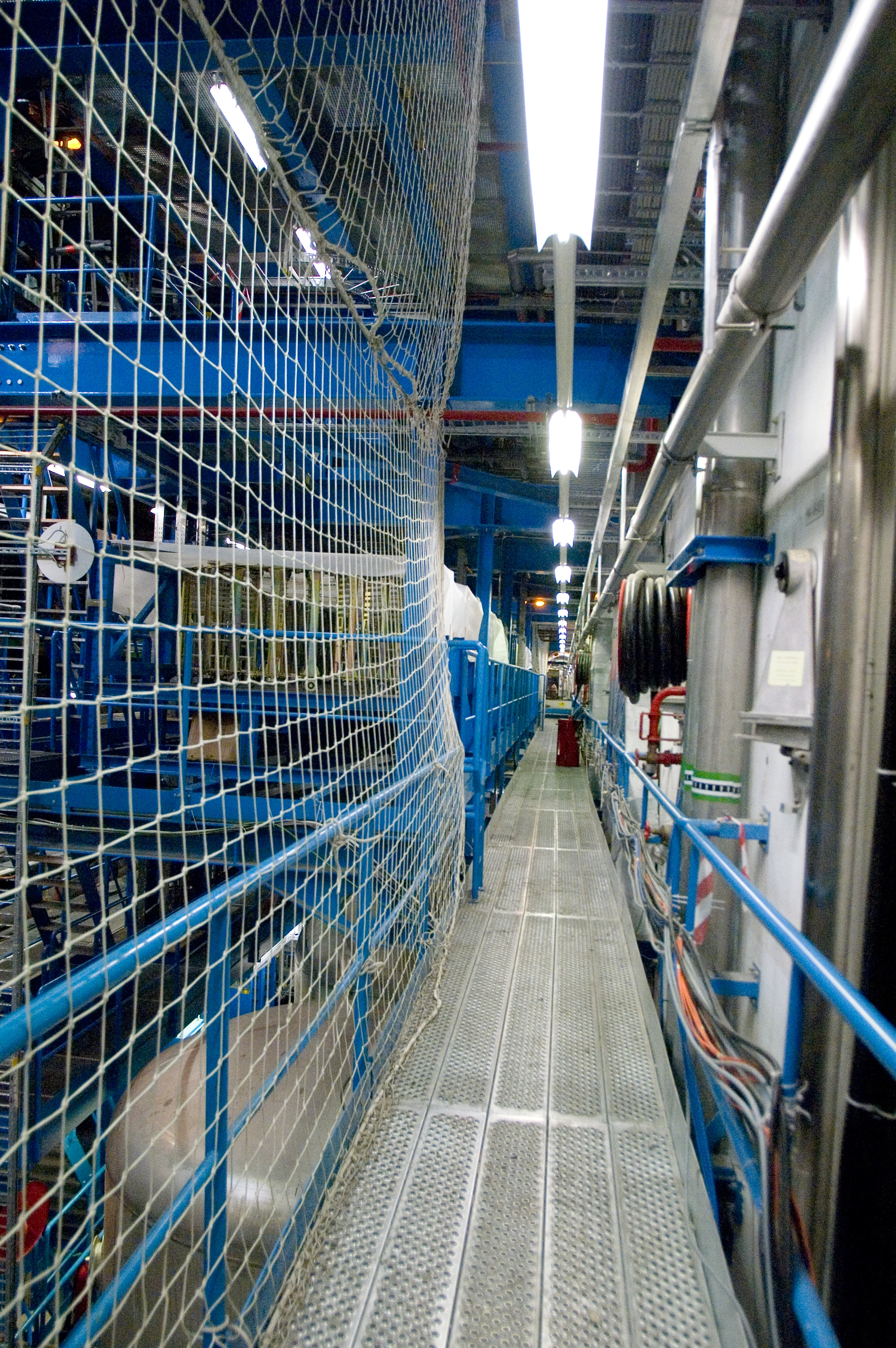
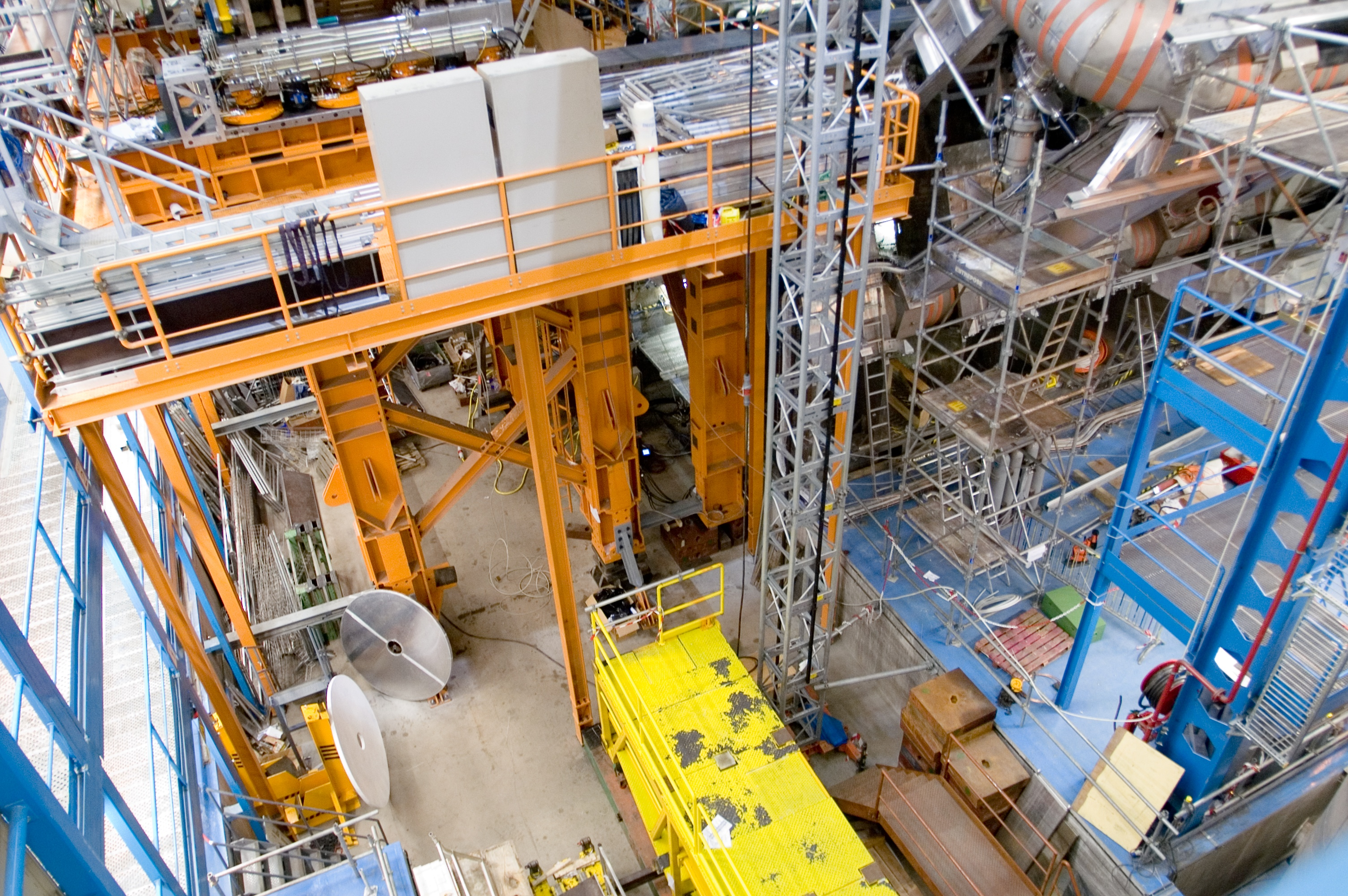
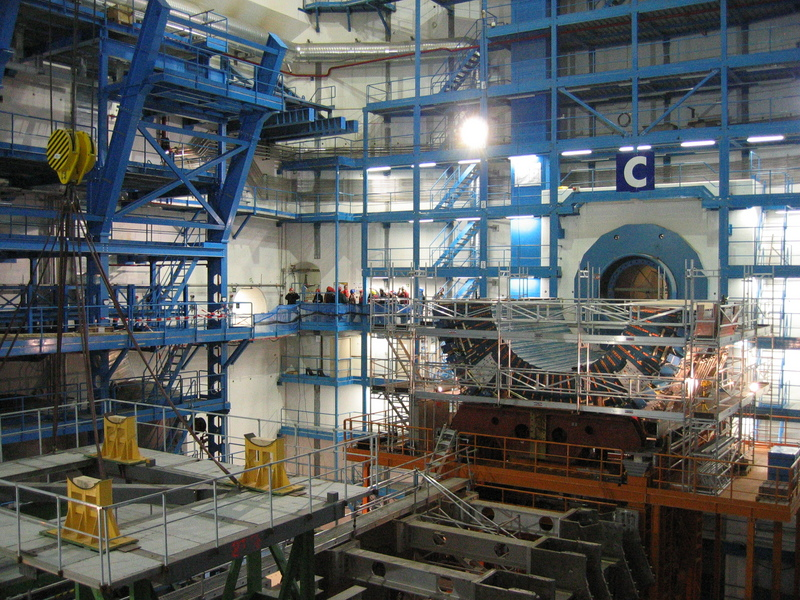

## Collaboration internationale
ATLAS est une collaboration d'agences nationales, d'agences de financements, de centres de recherche et d'universités. En 2008, plus de 7 000 scientifiques — la moitié des physiciens expérimentaux du monde entier — étaient impliqués dans le projet global du LHC (l'accélérateur de particules, les détecteurs ATLAS, CMS, Alice et LHCb). La construction d'ATLAS est le résultat d'une coopération de 167 institutions et agences nationales venant de 35 pays et comportant environ 2 500 scientifiques et ingénieurs. Cette collaboration a commencé avec l'équipe de Carlo Rubbia, qui partage le prix Nobel de Physique en 1984 avec Simon van der Meer pour son expérience UA1. Le Professeur Rubbia avait déjà à l'époque l'idée d'un accélérateur de particules suffisamment puissant pour donner une chance aux scientifiques de découvrir le boson de Higgs. Cet accélérateur, le LHC fut inauguré en 2008 avec les quatre détecteurs de particules, ATLAS y compris.
En juillet 2012 est annoncée la probable découverte du boson de Higgs grâce aux expériences CMS et ATLAS,.